# Система стандартів CEE 7

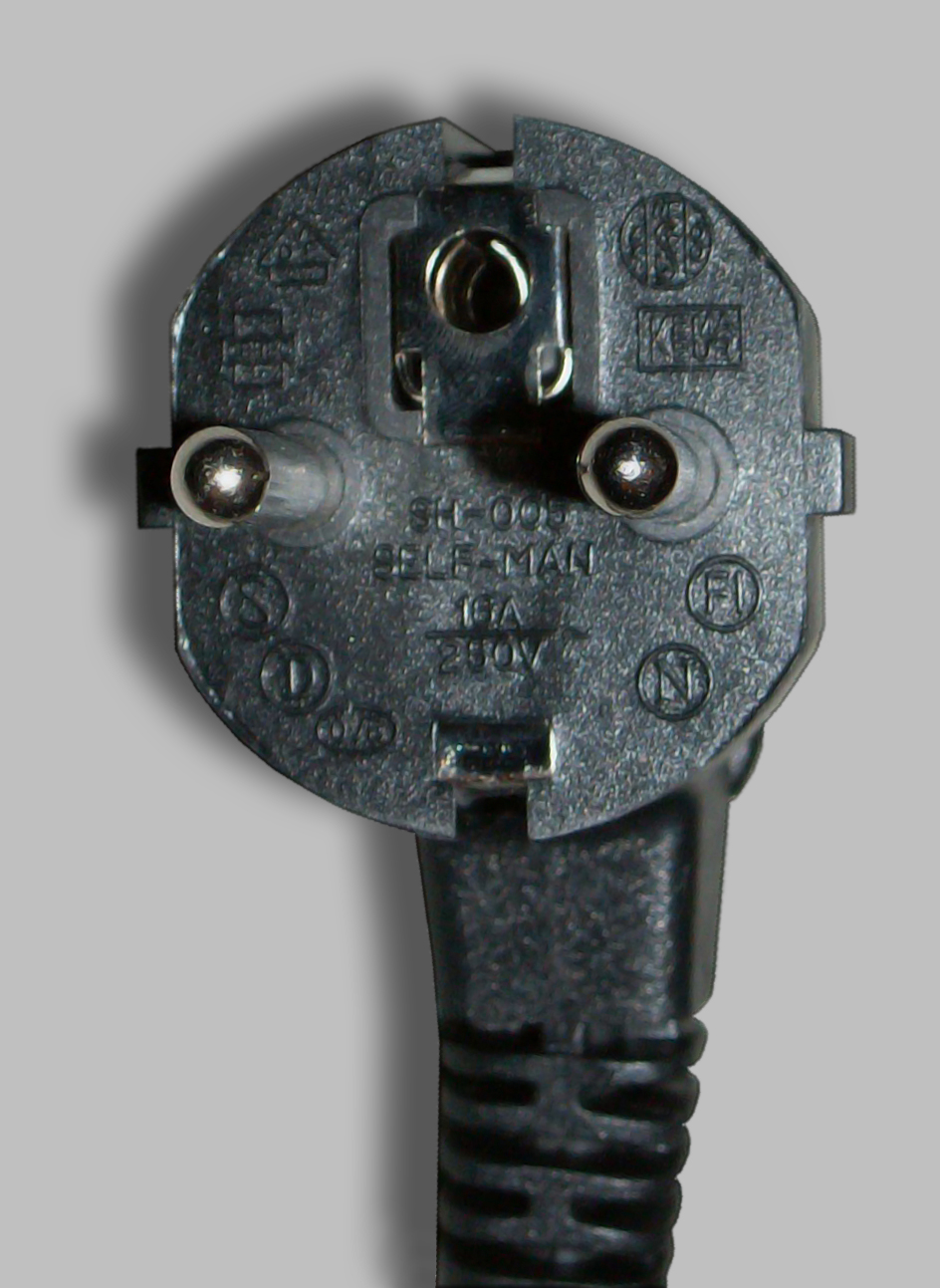
Гібридна вилка стандарту CEE 7/7

Під Системою CEE (CEE означає англ. Commission on the Rules for Approval of Electrical Equipment — Комісія з правил атестації електричного обладнання) розуміють спробу Європейської економічної спільноти узгодити загальноприйняті у Європі роз'єми для силової електромережі. Внутрішньодержавні системи роз'ємів розглядалися як перешкоди у розвитку торгівлі, і їх хотіли замінити на єдину загальноєвропейську систему CEE. Ця пропозиція була відхилена Європейським комітетом з електротехнічної стандартизації (CENELEC) восени 1996 р. З цього проекту бере початок список і нумерація загальновживаних роз'ємів, що використовуються і донині, щоб можна було їх характеризувати. Приклад: німецька вилка Schuko має позначення CEE 7/4.

## Приклади
Неповний список стандартів CEE ряду 7:
| Стандарт                | Опис                                   |
| ----------------------- | -------------------------------------- |
| CEE 7/3                 | Німецька розетка Schuko (Тип F)        |
| CEE 7/4                 | Німецька вилка Schuko (Тип F)          |
| CEE 7/5                 | Французька розетка (Тип E)             |
| CEE 7/6                 | Французька вилка (Тип E)               |
| CEE 7/7                 | Гібрид вилки типу E та Schuko (Тип EF) |
| CEE 7/16 Alternative II | Євровилка (Europlug, Тип C)            |
| CEE 7/17                | Вилка без заземлення                   |

## Трифазні роз'єми CEE
Трифазними CEE-роз'ємами неформально називають найуживаніші роз'єми стандарту IEC 60309. Зазвичай у Європі застосовуються червоні роз'єми трифазного струму на напругу 400 В, а галузі кемпінгу — сині, на 230 В.